# Augustus Frederick, Duce de Sussex
Prințul Augustus Frederick, Duce de Sussex (27 ianuarie 1773 – 21 aprilie 1843), a fost al șaselea fiu al regelui George al III-lea al Regatului Unit și a reginei Charlotte de Mecklenburg-Strelitz.

## Primii ani

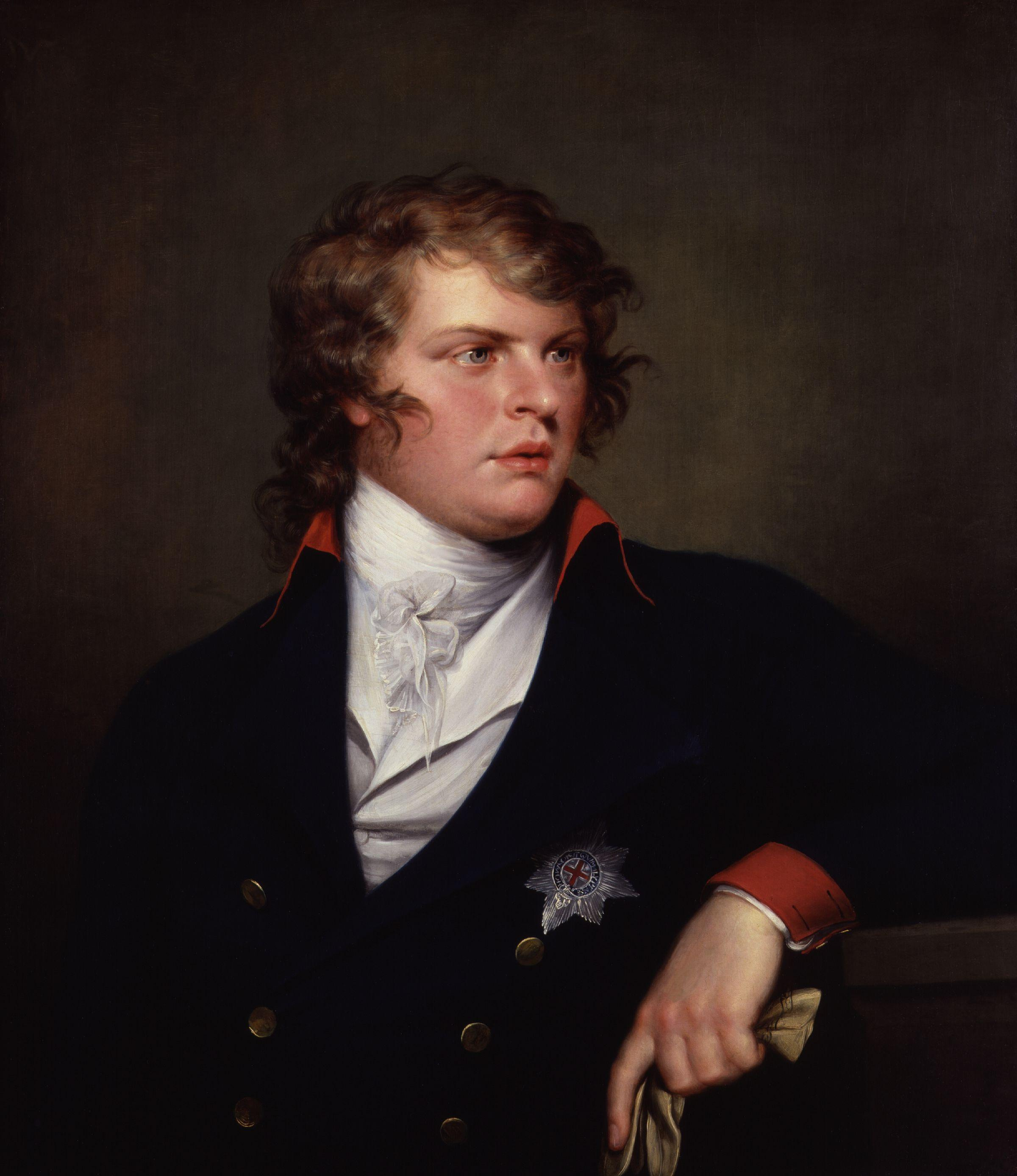
Prințul Augustus

Prințul Augustus Frederick s-a născut la Palatul Buckingham. A fost educat acasă înainte să fie trimis la Universitatea Göttingen din Germania în vara anului 1786 împreună cu frații săi Prințul Ernest și Prințul Adolphus. Prințul Augustus, care suferea de astm, nu s-a alăturat fraților săi în instruirea militară primită al Hanovra.
A fost botezat la Palatul St. James, la 25 februarie 1773, de Frederick Cornwallis, arhiepiscop de Canterbury. Nașii săi au fost: Ducele de Saxa-Gotha-Altenburg, Ducele George Augustus de Mecklenburg și Prințesa Charles de Hesse-Cassel.

## Prima căsătorie
În timp ce călătorea în Italia, a întâlnit-o pe Lady Augusta Murray (1768-1830), a doua fiică a celui de-al 4-lea Conte de Dunmore. Cuplul s-a căsătorit la Roma la 4 aprilie 1793, și din nou la Londra la 5 decembrie 1793, fără consimtământul regelui. 
În august 1794, Prerogativele Curții au anulat căsătoria deoarece nu a fost aprobată de rege. Prințul Augustus a continuat să trăiască cu Lady Augusta până în 1801, când a primit o garanție parlamentară de 12.000 £. Lady Augusta a păstrat custodia copiilor și a primit un venit de 4.000 £ pe an.

## A doua căsătorie
Ducele de Sussex s-a căsătorit a doua oară la 2 mai 1831 (din nou împotriva Actului de Căsătorie Regală) cu Lady Cecilia Letitia Buggin (1793-1873), fiica cea mare a lui Arthur Gore, al 2-lea Conte de Arran și a Elisabetei Underwood. Lady Cecilia nu a deținut niciodată titlul de Ducesă de Sussex. Totuși, a fost numită Ducesă de Inverness în 1840.
Ducele de Sussex a fost unchiul favorit al reginei Victoria. El a fost cel care a condus-o la altar pe regină. Ducele de Sussex a murit la Palatul Kensington în 1843. În testament a specificat că nu vrea funeralii de stat și a fost înmormântat la cimitirul Kensal Green la 5 mai 1843. Ducesa de Inverness a continuat să locuiască la Palatul Kensington până la decesul său în 1873.